# Condado de Dallam
El Condado de Dallam (Dallam County, en inglés) es uno de los 254 condados del estado estadounidense de Texas. La sede del condado es Dalhart, al igual que su mayor ciudad. El condado posee un área de 3.899 km² (de los cuales 1 km² está cubierto por agua)y una población de 6.222 habitantes, para una densidad de población es de 2 hab/km² (según censo nacional de 2000). Este condado fue fundado en 1876.

## Demografía
Para el censo de 2000, había 6.222 personas, 2.317 cabezas de familia, y 1.628 familias residiendo en el condado. La densidad de población era de 4 habitantes por milla cuadrada.
La composición racial del condado era:
- 82.64% blancos
- 1.64% negros o negros americanos
- 0.90% nativos americanos
- 0.21% asiáticos
- 12.41% otras razas
- 2.20% de dos o más razas.

Había 2.317 cabezas de familia, de las cuales el 39.00% tenían menores de 18 años viviendo con ellas, el 55.10% eran parejas casadas viviendo juntas, el 9.70% eran mujeres cabeza de familia monoparental (sin cónyuge), y 29.70% no eran familias.
El tamaño promedio de una familia era de 3 miembros.
En el condado el 31.80% de la población tenía menos de 18 años, el 8.60% tenía de 18 a 24 años, el 28.80% tenía de 25 a 44, el 20.60% de 45 a 64, y el 10.30% eran mayores de 65 años. La edad promedio era de 31 años. Por cada 100 mujeres había 102.00 hombres. Por cada 100 mujeres mayores de 18 años había 101.30 hombres.

## Economía
Los ingresos medios de una cabeza de familia el condado eran de USD$27.946 y el ingreso medio familiar era $33.558. Los hombres tenían unos ingresos medios de $27.244 frente a $19.000 de las mujeres. El ingreso per cápita del condado era de $13.653. El 11.30% de las familias y el 14.10% de la población estaban debajo de la línea de pobreza. Del total de gente en esta situación, 15.40% tenían menos de 18 y el 24.80% tenían 65 años o más.